# Tour de France 2015.
Tour de France 2015. je 102. izdanje najpoznatije biciklističke utrke na svijetu. Utrka je startala iz Utrechta (Nizozemska).
To je šesti put da Tour de France starta iz Nizozemske (nakon 1954., 1973., 1978., 1996. i 2010.), što je rekord za zemlju koja nema izravnu granicu s Francuskom. Britanac Chris Froome je pobijedio u ukupnom (generalnom) poretku. To mu je drugi naslov na ovoj utrci nakon 2013.

## Promjene pravila
Za ovu godinu vraćene su vremenske bonifikacije za prva tri mjesta (10, 6 i 4 sekunde) na etapama 2-8. Sprintersko natjecanje promijenjeno je na način da pobjednik etape dobije 50 bodova (umjesto 45), drugoplasirani 30 (umjesto 35), a trećeplasirani 20 (umjesto 30). Promjene su nastale jer se željelo postići veće vrednovanje pobjednika etape. Ovo vrijedi samo za prvih šest ravničarskih etapa (2, 5, 6, 7, 15 i 21). Na sedam etapa (etapa s kockicama i šest brdovitih etapa - 3, 4, 8, 10, 13, 14 i 16) pobjednik dobiva 25 bodova, drugoplasirani 22 itd. Za prvu etapu i brdske etape (1, 11, 12, 17, 18, 19 i 20) pobjednik dobiva 20 bodova. U devetoj etapi (timski kronometar) bodovi se ne dodjeljuju.

## Timovi
Svih 17 timova koji imaju UCI ProTeam licencu obavezni su sudjelovati u ovoj utrci. Osim njih, u utrci sudjeluje i 5 Pro-kontinentalnih timova koji su dobili pozivnicu organizatora.
- Ag2r-La Mondiale
- Astana
- BMC Racing Team
- Bora-Argon 18†
- Bretagne-Séché Environnement†
- Cannondale-Garmin
- Cofidis†
- Etixx-Quick Step
- Team Europcar†
- FDJ
- Giant-Alpecin
- IAM Cycling
- Team Kaćuša
- Lampre-Merida
- LottoNL-Jumbo
- Lotto-Soudal
- MTN-Qhubeka†
- Movistar Team
- Orica-GreenEDGE
- Team Sky
- Tinkoff-Saxo
- Trek Factory Racing

†: pozvani Pro-kontinentalni timovi

## Etape
| Etapa | Datum      | Start-cilj etape                                      | Duljina  | Tip | Tip                     | Pobjednik          |
| ----- | ---------- | ----------------------------------------------------- | -------- | --- | ----------------------- | ------------------ |
| 1.    | 4. srpnja  | Utrecht – trecht                                      | 13,8 km  |     | Indiv. kronometar       | Rohan Dennis       |
| 2.    | 5. srpnja  | Utrecht – Neeltje Jans                                | 166 km   |     | Ravna etapa             | André Greipel      |
| 3.    | 6. srpnja  | Antwerp – Huy                                         | 159,5 km |     | Umjereno-brdska etapa   | Joaquim Rodríguez  |
| 4.    | 7. srpnja  | Seraing – Cambrai                                     | 223,5 km |     | Ravna etapa s kockicama | Tony Martin        |
| 5.    | 8. srpnja  | Arras – Amiens                                        | 189,5 km |     | Ravna etapa             | André Greipel      |
| 6.    | 9. srpnja  | Abbeville – Le Havre                                  | 191,5 km |     | Ravna etapa             | Zdeněk Štybar      |
| 7.    | 10. srpnja | Livarot – Fougères                                    | 190,5 km |     | Ravna etapa             | Mark Cavendish     |
| 8.    | 11. srpnja | Rennes – Mûr-de-Bretagne                              | 181,5 km |     | Umjereno-brdska etapa   | Alexis Vuillermoz  |
| 9.    | 12. srpnja | Vannes – Plumelec                                     | 28 km    |     | Timski kronometar (TTT) | BMC Racing Team    |
|       | 13. srpnja |                                                       |          |     | Slobodan dan (Pau)      | Slobodan dan (Pau) |
| 10.   | 14. srpnja | Tarbes – La Pierre Saint Martin                       | 167 km   |     | Brdska etapa            | Chris Froome       |
| 11.   | 15. srpnja | Pau – Cauterets                                       | 188 km   |     | Brdska etapa            | Rafał Majka        |
| 12.   | 16. srpnja | Lannemezan – Plateau de Beille                        | 195 km   |     | Brdska etapa            | Joaquim Rodríguez  |
| 13.   | 17. srpnja | Muret – Rodez                                         | 198,5 km |     | Umjereno-brdska etapa   | Greg Van Avermaet  |
| 14.   | 18. srpnja | Rodez – Mende                                         | 178,5 km |     | Umjereno-brdska etapa   | Steve Cummings     |
| 15.   | 19. srpnja | Mende – Valence                                       | 183 km   |     | Brdovita etapa          | André Greipel      |
| 16.   | 20. srpnja | Bourg-de-Péage – Gap                                  | 201 km   |     | Umjereno-brdska etapa   | Rubén Plaza        |
|       | 21. srpnja |                                                       |          |     | Slobodan dan (Gap)      | Slobodan dan (Gap) |
| 17.   | 22. srpnja | Digne-les-Bains – Pra Loup                            | 161 km   |     | Brdska etapa            | Simon Geschke      |
| 18.   | 23. srpnja | Gap – Saint-Jean-de-Maurienne                         | 186,5 km |     | Brdska etapa            | Romain Bardet      |
| 19.   | 24. srpnja | Saint-Jean-de-Maurienne – La Toussuire - Les Sybelles | 138 km   |     | Brdska etapa            | Vincenzo Nibali    |
| 20.   | 25. srpnja | Modane – Alpe d'Huez                                  | 110,5 km |     | Brdska etapa            | Thibaut Pinot      |
| 21.   | 26. srpnja | Sèvres – Pariz                                        | 109,5 km |     | Ravna etapa             | André Greipel      |

## Konačni rezultati[10]
|     | Vozač              | Tim                 | Vrijeme     |  |
| --- | ------------------ | ------------------- | ----------- |  |
| 1.  | Chris Froome       | Team Sky            | 86h 46' 14" |  |
| 2.  | Nairo Quintana     | Movistar Team       | + 1' 12"    |  |
| 3.  | Alejandro Valverde | Movistar Team       | + 5' 25"    |  |
| 4.  | Vincenzo Nibali    | Astana              | + 8' 36"    |  |
| 5.  | Alberto Contador   | Tinkoff-Saxo        | + 9' 48"    |  |
| 6.  | Robert Gesink      | LotoNL-Jumbo        | + 10' 47"   |  |
| 7.  | Bauke Mollema      | Trek Factory Racing | + 15' 14"   |  |
| 8.  | Mathias Frank      | IAM Cycling         | + 15' 39"   |  |
| 9.  | Romain Bardet      | AG2R La Mondiale    | + 16' 00"   |  |
| 10. | Pierre Rolland     | Team Europcar       | + 17' 30"   |  |

|     | Vozač              | Tim              | Bodovi |  |
| --- | ------------------ | ---------------- | ------ |  |
| 1.  | Peter Sagan        | Tinkoff-Saxo     | 432    |  |
| 2.  | André Greipel      | Lotto-Soudal     | 366    |  |
| 3.  | John Degenkolb     | Giant-Alpecin    | 298    |  |
| 4.  | Mark Cavendish     | Etixx-Quick Step | 206    |  |
| 5.  | Bryan Coquard      | Team Europcar    | 152    |  |
| 6.  | Chris Froome       | Team Sky         | 139    |  |
| 7.  | Thibaut Pinot      | FDJ              | 113    |  |
| 8.  | Alejandro Valverde | Movistar Team    | 103    |  |
| 9.  | Thomas de Gent     | Lotto-Soudal     | 90     |  |
| 10. | Alexander Kristoff | Team Kaćuša      | 90     |  |

|     | Vozač              | Tim              | Bodovi |  |
| --- | ------------------ | ---------------- | ------ |  |
| 1.  | Chris Froome       | Team Sky         | 119    |  |
| 2.  | Nairo Quintana     | Movistar Team    | 108    |  |
| 3.  | Romain Bardet      | AG2R La Mondiale | 90     |  |
| 4.  | Thibaut Pinot      | FDJ              | 82     |  |
| 5.  | Joaquim Rodriguez  | Team Kaćuša      | 78     |  |
| 6.  | Pierre Rolland     | Team Europcar    | 74     |  |
| 7.  | Alejandro Valverde | Movistar Team    | 72     |  |
| 8.  | Jakob Fuglsang     | Astana           | 64     |  |
| 9.  | Richie Porte       | Team Sky         | 58     |  |
| 10. | Serge Pauwels      | MTN-Qhubeka      | 55     |  |

|     | Vozač            | Tim                 | Vrijeme      |  |
| --- | ---------------- | ------------------- | ------------ |  |
| 1.  | Nairo Quintana   | Movistar Team       | 84h 47' 26"  |  |
| 2.  | Romain Bardet    | Ag2r-La Mondiale    | + 14' 48"    |  |
| 3.  | Warren Barguil   | Giant-Alpecin       | + 30' 03"    |  |
| 4.  | Thibaut Pinot    | FDJ                 | + 37' 40"    |  |
| 5.  | Bob Jungels      | Trek Factory Racing | + 1h 32' 09" |  |
| 6.  | Peter Sagan      | Tinkoff-Saxo        | + 2h 13' 43" |  |
| 7.  | Adam Yates       | Orica-GreenEDGE     | + 2h 15' 24" |  |
| 8.  | Wilco Kelderman  | LottoNL-Jumbo       | + 3h 02' 55" |  |
| 9.  | Emanuel Buchmann | Bora-Argon 18       | + 3h 07' 35" |  |
| 10. | Merhawi Kudus    | MTN-Qhubeka         | + 3h 09' 24" |  |

|     | Tim              | Vrijeme      |  |
| --- | ---------------- | ------------ |  |
| 1.  | Movistar Team    | 255h 24' 24  |  |
| 2.  | Team Sky         | + 57' 23     |  |
| 3.  | Tinkoff-Saxo     | + 1h 00' 12  |  |
| 4.  | Astana           | + 1h 12' 09  |  |
| 5.  | MTN-Qhubeka      | + 1h 14' 32  |  |
| 6.  | AG2R La Mondiale | + 1h 24' 22  |  |
| 7.  | Team Europcar    | + 1h 48' 51  |  |
| 8.  | BMC Racing Team  | + 2h 41' 46  |  |
| 9.  | IAM Cycling      | + 2h 42' 16  |  |
| 10. | LottoNL-Jumbo    | + 2h 46' 59' |  |